# هاين هوير
هاين هوير هو سياسي ألماني، ولد في 1320 في هامبورغ في ألمانيا، وتوفي بنفس المكان في 12 مايو 1447. انتخب عمدة.